# Yuliya Prokopchuk
Yuliya Anatolivna Prokopchuk –en ucraniano, Юлія Анатоліївна Прокопчук– (Kiev, URSS, 23 de octubre de 1986) es una deportista ucraniana que compite en saltos de plataforma.
Ganó dos medallas en el Campeonato Mundial de Natación, plata en 2015 y bronce en 2013, y diecisiete medallas en el Campeonato Europeo de Natación entre los años 2006 y 2016.
Participó en tres Juegos Olímpicos de Verano, entre los años 2008 y 2016, ocupando el octavo lugar en Londres 2012, en la prueba sincronizada.

## Palmarés internacional
| Campeonato Mundial | Campeonato Mundial       | Campeonato Mundial | Campeonato Mundial           |
| Año                | Lugar                    | Medalla            | Prueba                       |
| ------------------ | ------------------------ | ------------------ | ---------------------------- |
| 2013               | Barcelona (España)       | Medalla de bronce  | Plataforma 10 m              |
| 2015               | Kazán (Rusia)            | Medalla de plata   | Equipo mixto                 |
| Campeonato Europeo |                          |                    |                              |
| Año                | Lugar                    | Medalla            | Prueba                       |
| 2006               | Budapest (Hungría)       | Medalla de oro     | Plataforma 10 m              |
| 2006               | Budapest (Hungría)       | Medalla de bronce  | Plataforma 10 m sincro       |
| 2008               | Eindhoven (Países Bajos) | Medalla de plata   | Plataforma 10 m              |
| 2008               | Eindhoven (Países Bajos) | Medalla de plata   | Plataforma 10 m sincro       |
| 2010               | Budapest (Hungría)       | Medalla de plata   | Plataforma 10 m sincro       |
| 2011               | Turín (Italia)           | Medalla de bronce  | Plataforma 10 m sincro       |
| 2012               | Eindhoven (Países Bajos) | Medalla de oro     | Plataforma 10 m              |
| 2012               | Eindhoven (Países Bajos) | Medalla de plata   | Plataforma 10 m sincro       |
| 2013               | Rostock (Alemania)       | Medalla de oro     | Plataforma 10 m              |
| 2013               | Rostock (Alemania)       | Medalla de oro     | Equipo mixto                 |
| 2014               | Berlín (Alemania)        | Medalla de plata   | Equipo mixto                 |
| 2014               | Berlín (Alemania)        | Medalla de bronce  | Plataforma 10 m              |
| 2015               | Rostock (Alemania)       | Medalla de oro     | Plataforma 10 m              |
| 2015               | Rostock (Alemania)       | Medalla de bronce  | Equipo mixto                 |
| 2016               | Londres (Reino Unido)    | Medalla de oro     | Plataforma 10 m              |
| 2016               | Londres (Reino Unido)    | Medalla de oro     | Plataforma 10 m sincro mixto |
| 2016               | Londres (Reino Unido)    | Medalla de plata   | Equipo mixto                 |